# IR-Klasse HT
Die Baureihe HT war eine breitspurige schwere Allzweck-Tenderlokomotive, die für die Bahnen in Britisch-Indien gebaut wurde. Sie gehört zu den BESA-Lokomotiven, die vom British Engineering Standards Committee, später British Engineering Standards Association (BESA) genannt, entwickelt wurden. Das Kürzel HT steht für Heavy Tank (Locomotive).

## Geschichte
Zu Beginn des 20. Jahrhunderts verwendete die Bahnen in Britisch-Indien zahlreiche Lokomotivtypen, und es bestand ein dringender Bedarf an eine Vereinheitlichung der Bauarten. Ein Unterausschuss des British Engineering Standards Committee (BESA) entwickelte Standardlokomotiven, die zwischen 1903 und 1910 in drei Berichten beschrieben wurden. Die Baureihe HT wurde erst nachträglich zum BESA-Standard hinzugefügt. Sie war ähnlich zu Lokomotiven, die 1921 an die Bengal Nagpur Railway (BNR) geliefert wurden, die Teile von älteren BESA-Lokomotiven verwendeten. Die Baureihe HT hatte die gleichen Zylinderabmessungen wie die Güterzug-Heißdampflokomotiven HGS und HGC, der Stehkessel wurde von der Tenderlokomotive PT übernommen.

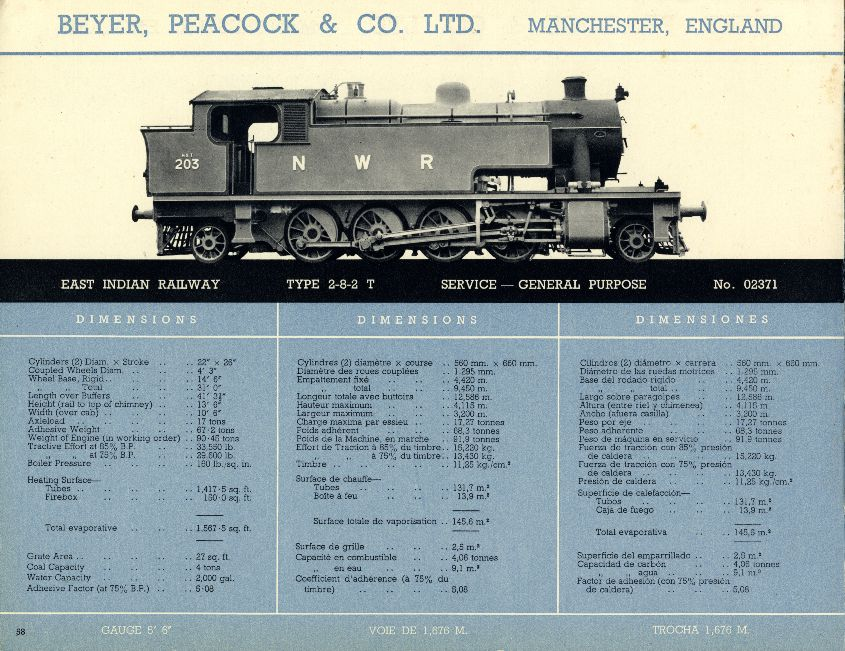
Seite aus dem Beyer-Peacock-Katalog von 1946, die eine Lokomotive für die North Western Railway (NWR) in Britisch-Indien zeigt

Beyer-Peacock lieferte in den 1920er-Jahren HT-Lokomotiven an die North Western Railway und an die East Indian Railway. Die Lokomotiven waren bis in die 1980er-Jahre im schweren Rangierdienst im Einsatz.

## Technik
Die Lokomotive war als Zweizylinder-Nassdampfmaschine mit Belpaire-Stehkessel ausgeführt. Der Rost war zwischen den Kuppelradsätzen angeordnet. Die außen liegenden Zylinder trieben die dritte Kuppelachse an. Eine außenliegende Heusinger-Steuerung trieb die Kolbenschieber an. Die HT-Lokomotiven hatten die kleinsten Kuppelräder aller Breitspur-BESA-Lokomotiven. Die seitlich angeordneten Wassertanks waren über der ersten Kuppelachse im unteren Drittel ausgeschnitten. An der beiden Pufferbohlen war kleine Kuhfänger angebracht.